# 마크 패밀리에티
마크 패밀리에티(영어: Mark Famiglietti, 1979년 9월 26일~)는 미국의 배우이다.

## 출연 작품
- 본 앤 미씽 (2017년)
- 더 디보스 파티 (2017년)
- 시크릿 인 데어 아이즈 (2015년) - 경찰관 역
- 액팅 라이크 어덜츠 (2014년) - 브렛 역
- Christmas Belle (2013)
- 라이브 앳 더 폭시스 덴 (2013년) - 스티브 역
- 더 마치 시스터즈 엣 크리스마스 (2012년) - 마커스 역
- 바이오니클 4 - 전설의 부활 (2009년)
- 플래시포워드 (2009년)
- 와인 미라클 (2008년)
- 프리모니션 (2007년)
- 노벨 손 (2007년)
- 터미네이터 3 - 라이즈 오브 더 머신 (2003년) - 스콧 피터슨 역